# We The Best
We The Best é o segundo álbum de estúdio do rapper e DJ de Miami membro da Terror Squad DJ Khaled, lançado dia 12 de Junho de 2007. Tem participações de: Fat Joe, Rick Ross, Lil' Wayne, Birdman, T.I., Akon, Bone Thugs-n-Harmony, T-Pain, Dre, Game, Trick Daddy, Young Jeezy, Plies, Juelz Santana, K. Foxx, Jadakiss, Ja Rule, Pooh Bear, Bun B, Brisco, Flo Rida, Beanie Sigel, Trina e Paul Wall.
Lamentavelmente no dia 5 de Junho vazou na internet fazendo as vendas caírem muito, estreou na primeira semana do Billboard 200 em 8º lugar vendendo 79,000, hoje as vendas passam de 251,700.

## Track list
| #  | Título                       | Artista(s)                                                       | Produtor(s)   | Tempo |
| -- | ---------------------------- | ---------------------------------------------------------------- | ------------- | ----- |
| 1  | "Intro (We the Best)"        | Rick Ross                                                        | DJ Khaled     | 1:57  |
| 2  | "The Movement (skit)"        | K.Foxx                                                           | –             | 0:22  |
| 3  | "We Takin' Over"             | Akon, T.I., Rick Ross, Fat Joe, Birdman & Lil' Wayne             | Danja         | 4:23  |
| 4  | "Brown Papper Bag"           | Dre, Young Jeezy, Juelz Santana, Rick Ross, Lil' Wayne & Fat Joe | Cool & Dre    | 4:57  |
| 5  | "I'm So Hood"                | T-Pain, Trick Daddy, Rick Ross & Plies                           | The Runners   | 4:15  |
| 6  | "Before The Solution"        | Beanie Sigel & Pooh Bear                                         | DJ Khaled     | 4:29  |
| 7  | "I'm From The Ghetto"        | Dre, Game, Jadakiss & Trick Daddy                                | Cool & Dre    | 5:06  |
| 8  | "Hit 'Em Up"                 | Bun B & Paul Wall                                                | The Runners   | 3:20  |
| 9  | "'S' On My Chest"            | Lil' Wayne & Birdman                                             | Kane Beatz    | 4:10  |
| 10 | "Bitch I'm From Dade County" | Trick Daddy, Trina, Rick Ross, Brisco, Flo Rida, & Dre           | Diaz Brothers | 5:46  |
| 11 | "The Originators"            | Bone Thugs-n-Harmony                                             | Cool & Dre    | 6:18  |
| 12 | "New York Is Back"           | Jadakiss, Fat Joe & Ja Rule                                      | Cool & Dre    | 5:54  |

## Singles
- 1ª - We Takin' Over
- 2ª - I'm So Hood
- 3ª - Brown Paper Bag